# 가지 (식물학)

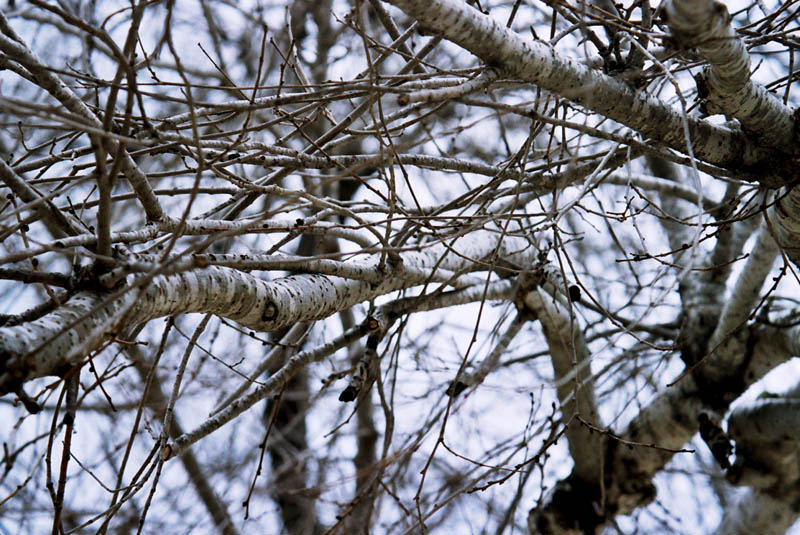
여러 크기의 나뭇가지.

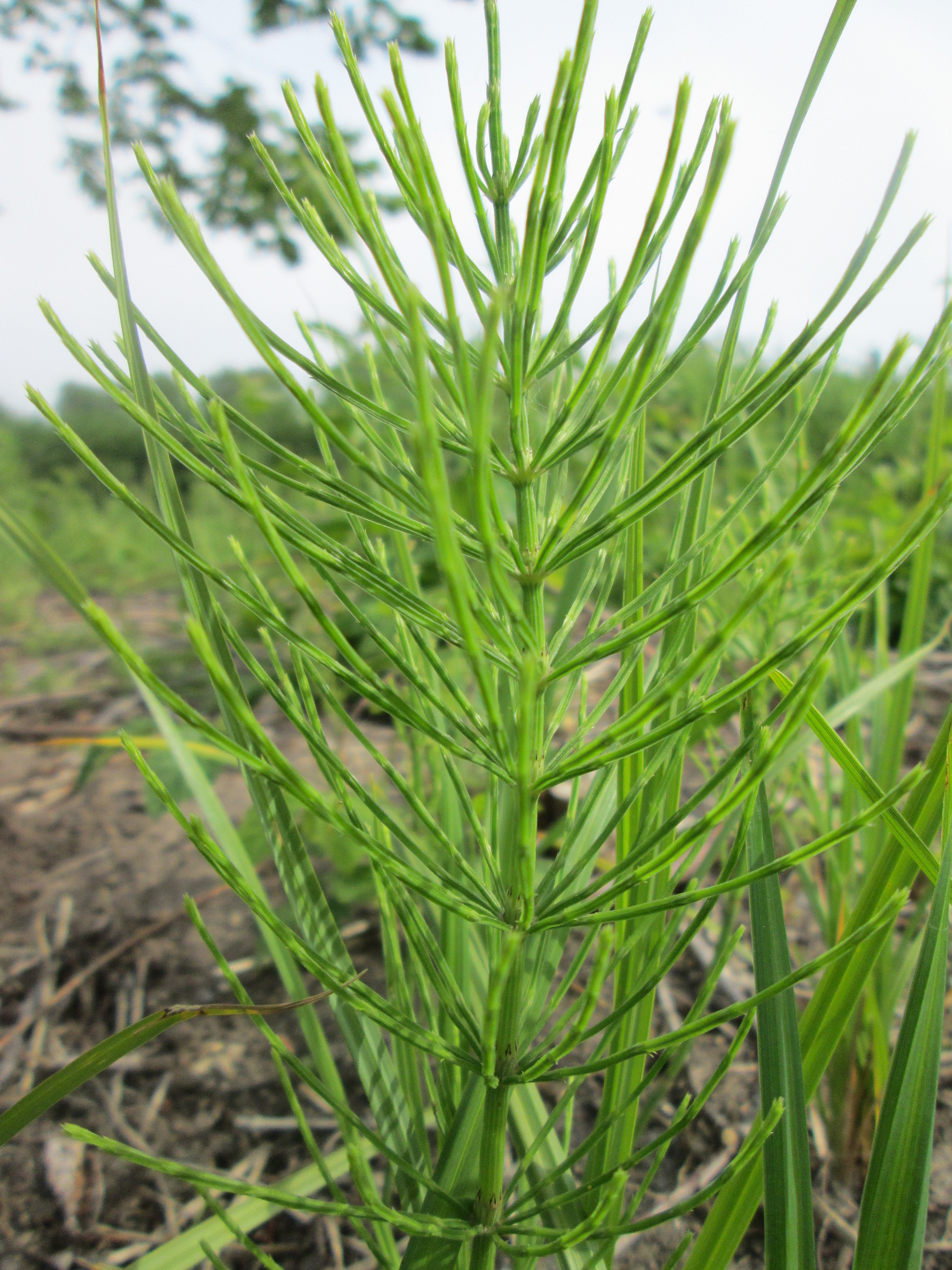
윤생분지하는 쇠뜨기

가지(branch)는 눈이 자란 것으로, 여기에서 또다른 가지가 갈라져 나오는데, 이 문서에서는 분지(分枝)에 대해 설명한다.
종자식물에서의 주축은 끝눈에 의해 만들어지며, 이 주축에 겨드랑이눈이 곁쪽으로 자람으로써 분지가 발생한다. 이것을 '단축 분지'라고 하는데, 가장 흔히 볼 수 있는 분지 방법이다. 이에 대하여 1개의 가지가 줄기 정상부에서 똑같은 2개의 가지로 갈라져 자라는 경우도 있는데, 이것을 '두 갈래 분지'라 한다. 이와 같은 분지는 현재의 관다발식물 중 솔잎란·석송·부처손류에서 볼 수 있으나, 비교적 그 경우가 드물다. 그런데 이 같은 방법은 조류(청각·우뭇가사리)에서도 흔히 볼 수 있으므로, 원시양치류 등이 조류에서 유래되었다고 생각되는 하나의 근거가 되고 있다. 두 갈래 분지이기는 하나, 두 가지가 서로 같지 않을 때, 이것을 '두 갈래 모양의 가축 분지'라고 한다. 석송속 부처손 속에서 이 예를 볼 수 있다.
가축 분지는 단축 분지에서도 보이는데, 이 경우를 '단축상 가축 분지'라고 한다. 이 단축상 가축 분지는, 어느 해에 자란 가지 끝의 끝눈이 시들고, 다음해에는 그 가지의 비교적 끝부분에 겨드랑이눈이 자라는 일이 되풀이되는 식물에서 나타난다. 또한, 꽃차례가 올해의 가지 끝에 만들어지고, 이듬해에 그 가지의 꽃차례 아래 부분에 겨드랑이눈이 자람으로써 만들어지기도 하는데, 이와 같은 단축상 가축 분지는 팔손이, 식나무 등의 여러 종류에서 볼 수 있다.
한편, 단축 분지이기는 하나 주축에서 동시에 2개 이상의 가지가 갈라져 나올 때, 이것을 특히 '윤생 분지'라고 한다. 이 경우는 쇠뜨기·잔대 등에서 찾아볼 수 있다.

## 같이 보기
- 나무줄기
- 뿌리
- 줄기
- 싹
- 마법 지팡이